# برنت استور مارینا (فلوریدا)
برنت استور مارینا (به انگلیسی: Burnt Store Marina) یک منطقهٔ مسکونی در ایالات متحده آمریکا است که در شهرستان لی، فلوریدا واقع شده‌است. برنت استور مارینا ۳٫۷ کیلومتر مربع مساحت و ۱٬۲۷۱ نفر جمعیت دارد و ۲ متر بالاتر از سطح دریا قرار دارد.